# Ádi Granth

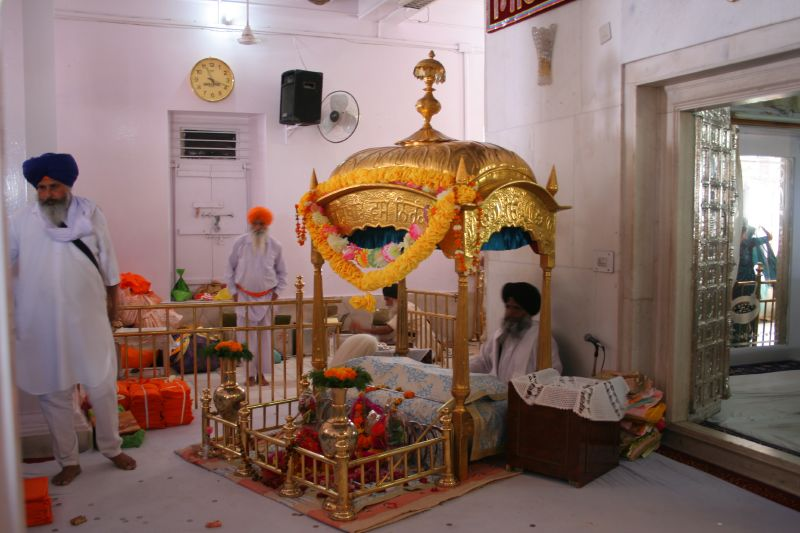
A szent könyv

Az Ádi Granth Pandzsábi nyelven „Első könyv”, a szikh vallás szent írása. Egyéb elnevezései is használatosak: Granth Száhib (a Granth megtestesülése), Guru Granth Száhib, Sri Guru Granth Száhib. A tizedik élő guru után a könyv vette át a tanító (guru) szerepét. Ezért a könyvet (Granth) mint tanítómestert tisztelik, és nem könyvcímként, hanem névként kezelik. A név különböző típusú megszólításaiból adódik a több név/cím.
A könyv csaknem 6000 vallásos himnuszt tartalmaz. Első részében az Isten természetének igazságként való megnyilatkozása szerepel, ez a Múl mantra. Következő része a Nának guru, és a többi guru által összegyűjtött énekeket, himnuszokat tartalmazza, ez a Dzsapdzsi. Az énekek nyelve jellemzően pandzsábi vagy hindi.

## Története
A vallást az első guru, Nának alapította. Utazásai során összegyűjtött tapasztalatai, a megismert vallásos szövegek alapján alakította ki a szikh vallást, és a szent könyv alapjait. Halálakor megnevezte az őt követő szent gurut, Agandot. A harmadik guru Amar Dász után a negyedik Rám Dász következett. Az ötödik guru, Ardzsun állította össze a könyv első változatát az első öt guru írásaiból, iszlám és hindu vallásos énekekből 1604-ben. A kilencedik guru, Tegh Bahádur újabb himnuszokat alkotott, melyet a tizedik guru, Góbind Szingh csatolt a könyvhöz. 1704-ben lezárta a könyvet, és kinyilvánította, hogy a következő guru maga a könyv lesz. Ezzel vált véglegessé az Ádi Granth.
Góbind Szingh maga is írt himnuszokat és egyéb műveket, de ezt már egy másik könyv, a Daszam Granth tartalmazza.

## Vallásos használata
Az Ádi Granthot úgy tisztelik, mint az élő gurukat, tanítókat. Reggeli szertartás alkalmával nyitják ki, majd este gondosan elcsomagolják.
Minden szikh templomban, gurdvárában ez a kultusz központi tárgya. Ünnepi alkalmakkor, a guruk születésnapján vagy a szikh mártírok megemlékezésére rendezett körmenetek alkalmával központi helyet foglal el. Különleges alkalmakkor több napon át, folyamatosan olvasnak fel belőle.